# Branko Kralj
Branko Kralj (Zagabria, 10 marzo 1924 – Zagabria, 18 dicembre 2012) è stato un calciatore jugoslavo, di ruolo portiere.

## Carriera

### Nazionale
Il suo debutto con la Jugoslavia risale al 17 ottobre 1954 dove subentra al posto di Vladimir Beara nell'amichevole casalinga contro la Turchia (5-1). La sua ultima partita con i Plavi risale al 19 ottobre 1955 nell'amichevole in esterna vinta 1-4 contro l'Irlanda.
Indossò la maglia della nazionale per un totale di tre partite subendo una sola volta gol.

## Statistiche

### Cronologia presenze e reti in nazionale
| Cronologia completa delle presenze e delle reti in nazionale ― Jugoslavia | Cronologia completa delle presenze e delle reti in nazionale ― Jugoslavia | Cronologia completa delle presenze e delle reti in nazionale ― Jugoslavia | Cronologia completa delle presenze e delle reti in nazionale ― Jugoslavia | Cronologia completa delle presenze e delle reti in nazionale ― Jugoslavia | Cronologia completa delle presenze e delle reti in nazionale ― Jugoslavia | Cronologia completa delle presenze e delle reti in nazionale ― Jugoslavia | Cronologia completa delle presenze e delle reti in nazionale ― Jugoslavia |
| Data                                                                      | Città                                                                     | In casa                                                                   | Risultato                                                                 | Ospiti                                                                    | Competizione                                                              | Reti                                                                      | Note                                                                      |
| ------------------------------------------------------------------------- | ------------------------------------------------------------------------- | ------------------------------------------------------------------------- | ------------------------------------------------------------------------- | ------------------------------------------------------------------------- | ------------------------------------------------------------------------- | ------------------------------------------------------------------------- | ------------------------------------------------------------------------- |
| 17-10-1954                                                                | Sarajevo                                                                  | Jugoslavia                                                                | 5 – 1                                                                     | Turchia                                                                   | Amichevole                                                                | -1                                                                        | 66’                                                                       |
| 15-5-1955                                                                 | Belgrado                                                                  | Jugoslavia                                                                | 2 – 2                                                                     | Scozia                                                                    | Amichevole                                                                | -                                                                         | 65’                                                                       |
| 19-10-1955                                                                | Dublino                                                                   | Irlanda                                                                   | 1 – 4                                                                     | Jugoslavia                                                                | Amichevole                                                                | -                                                                         | 85’                                                                       |
| Totale                                                                    |                                                                           | Presenze                                                                  | 3                                                                         |                                                                           | Reti                                                                      | -1                                                                        |                                                                           |

## Palmarès

### Club

#### Competizioni nazionali
- Campionato jugoslavo: 1

Dinamo Zagabria: 1953-1954